# Márcio Richardes
Márcio Richardes (nacido el 30 de noviembre de 1981) es un exfutbolista brasileño que se desempeñaba como centrocampista.

## Trayectoria

### Clubes
| Club              | País   | Año         |
| ----------------- | ------ | ----------- |
| Atlético Sorocaba | Brasil | 2000        |
| Coritiba          | Brasil | 2001 - 2002 |
| União São João    | Brasil | 2003        |
| Itumbiara         | Brasil | 2003        |
| Oeste             | Brasil | 2004        |
| Criciúma          | Brasil | 2004 - 2005 |
| São Caetano       | Brasil | 2005 - 2006 |
| Marília           | Brasil | 2006        |
| São Caetano       | Brasil | 2007        |
| Albirex Niigata   | Japón  | 2007 - 2010 |
| Urawa Reds        | Japón  | 2011 - 2014 |

## Estadística de carrera

### J. League
| Club            | Año   | J. League | J. League | Copa J. League | Copa J. League | Total | Total |
| Club            | Año   | Part.     | Goles     | Part.          | Goles          | Part. | Goles |
| --------------- | ----- | --------- | --------- | -------------- | -------------- | ----- | ----- |
| Albirex Niigata | 2007  | 28        | 9         | 6              | 2              | 34    | 11    |
| Albirex Niigata | 2008  | 24        | 3         | 4              | 1              | 28    | 4     |
| Albirex Niigata | 2009  | 29        | 10        | 5              | 0              | 34    | 10    |
| Albirex Niigata | 2010  | 26        | 16        | 6              | 2              | 32    | 18    |
| Urawa Reds      | 2011  | 30        | 3         | 5              | 1              | 35    | 4     |
| Urawa Reds      | 2012  | 31        | 9         | 2              | 1              | 33    | 10    |
| Urawa Reds      | 2013  | 26        | 5         | 4              | 0              | 30    | 5     |
| Urawa Reds      | 2014  | 11        | 0         | 1              | 0              | 12    | 0     |
| Total           | Total | 205       | 55        | 33             | 7              | 238   | 62    |